# ロバート・ソロー
ロバート・マートン・ソロー（Robert Merton Solow、1924年8月23日 - 2023年12月21日）は、アメリカ合衆国の経済学者。ニューヨーク生まれ。

## 人物
1949年以降、マサチューセッツ工科大学経済学部の教授として、ポール・サミュエルソンと共に、戦後の経済学の主流を築く。古典派経済学の成長モデルの研究とソローモデルでよく知られている。1961年にジョン・ベイツ・クラーク賞、1987年にノーベル経済学賞を受賞している。ジョージ・アカロフ、ジョセフ・スティグリッツ、ピーター・ダイアモンドの3人の生徒もノーベル経済学賞を受賞している。

## 略歴
- 1924年 ニューヨークのブルックリンで3人兄弟の長男として生まれる。ユダヤ人家族。
- 1940年 ハーバード・カレッジに入る。ハーバード大学では、社会学、人類学、経済学を学ぶ。
- 1942年 ハーバード大学在学中、アメリカ陸軍に入隊。
- 1945年 ハーバード大学へ戻り、ワシリー・レオンチェフの下で学ぶ。
- 1947年 ハーバード大学学士（BA）。
- 1949年 ハーバード大学修士（MA）。
- 1949-1950年 フェローシップを得てコロンビア大学で統計を学ぶと同時に、博士論文を執筆。
- 1949年 コロンビアが終わる直前、MITの経済学部助教授に就任した。担当は統計学と計量経済学。
- 1951年 ハーバード大学博士（Ph.D.）。
- その後、約40年にわたり、ポール・サミュエルソンと共に研究を続ける（1953年フォン・ノイマン成長理論、1956年資本の理論、1958年リニア・プログラミング、1960年フィリップス曲線）。
- 1961年 アメリカ経済学会ジョン・ベイツ・クラーク賞をえる。
- 1979年 アメリカ経済学会会長。
- 1987年 ノーベル経済学賞を受賞。
- 1999年 アメリカ国家科学賞を授与される。
- 2000年 創設されたCourmot Center for Economic Studiesの会長となる。
- 2011年 タフツ大学からDoctor of Scienceの称号をえる。
- 2023年12月21日 マサチューセッツ州レキシントンの自宅で死去。99歳没[2]。

## 経済学への貢献

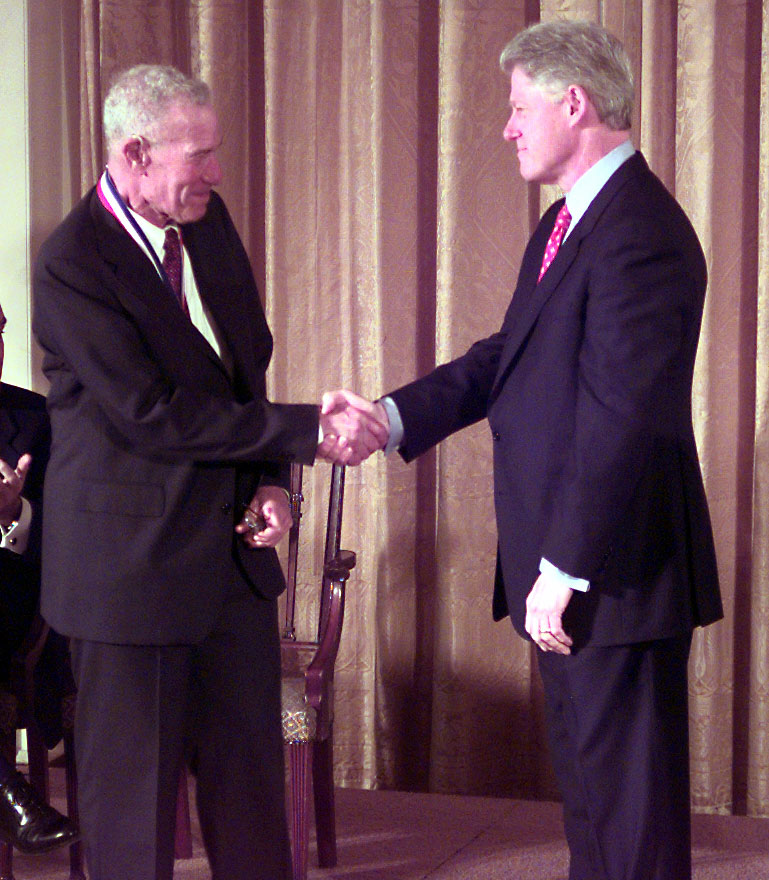

- 新古典派成長モデルとして広く知られる、経済成長に関するソローモデルは経済成長の決定要因がインプット(労働と資本)と技術進歩の二つに分けられることを示した。このモデルを使用することによって、ソローはアメリカの労働者一人当たり産出における経済成長のうち、約5分の4は技術進歩にその原因を帰することができると算出した。
- 1950年代のソローの最初の業績から、のちに多数のより洗練された経済成長モデルが示され、経済成長の要因に関する結論を変更するようになった。
- 1980年代には学界では経済における科学技術の進歩の役割に重きが置かれるようになり、内的成長理論(「新たな成長理論」とも言われる)の開発を導いた。
- 彼は現在MIT経済学部の名誉教授であり、その前はコロンビア大学で教鞭を取っていた。

## 語録
- 「ミルトン・フリードマンは何を見てもマネーサプライのことを連想する。私は何を見てもセックスのことを連想するが、極力私の論文からはそのことを排除している。」
- 「生産性の統計の中以外では、いかなる場所においてもコンピューター時代の到来を目にすることができるだろう（つまりコンピューターは生産性の上昇には寄与しない、という意味であり、ITの評価においては、明らかにその後のアメリカ経済の発展とは異なる解釈をしていたことになる）
- 「長期的には、強い特有のアイデンティティを備えた土地はそうでない土地と比べて繁栄する。すべての土地はその土地の最も差別化できる特徴を識別し、それらを発展させるか、もしくは誰にとっても人畜無害な土地になるリスクをとらねばならないだろう…。快適な暮らしは中産階級の贅沢品ではなく、経済的要請なのだ。」
- 「もし、自然資源を他の要素で代替できるのならば、原則として何の問題もない。事実上、世界は自然資源無しでもうまくやっていけるのではないだろうか。」
- 「草を植えるのが経済学者の仕事なら、新たに草を植えるのもいいが草むしりが一番の醍醐味だ」

## 日本語訳著書
- （R・ドーフマン、P・A・サミュエルソンと共著）『線型計画と経済分析（1・2）』、安井琢磨・福岡正夫・渡部経彦・小山昭雄共訳、岩波書店、1958年
- 『資本理論と経済成長』、福岡正夫・川又邦雄共訳、竹内書店、1965年（竹内書店新社、新装改訂版1988年）
- 『資本　成長　技術進歩』、福岡正夫・川又邦雄・神谷伝造共訳、竹内書店、1970年（竹内書店新社、増補改訂版1988年）
- 『成長理論』、福岡正夫訳、岩波書店、1971年（第2版2000年）
- （M・フリードマン、N・カルドアと共著）『インフレーションと金融政策』、新飯田宏訳、日本経済新聞社、1972年
- 『資本理論と収益率』、福岡正夫・川又邦雄共訳、竹内書店新社、1988年（新装改訂版）
- （ジョン・B・テイラーと共著）『インフレ、雇用、そして金融政策――現代経済学の中心的課題』、秋葉弘哉・大野裕之共訳、ピアソン・エデュケーション、1999年